# 1930
Het jaar 1930 is een jaartal volgens de christelijke jaartelling.

## Gebeurtenissen
januari
- Bonnie en Clyde ontmoeten elkaar.
- 5 - De Cubaanse schaker José Raúl Capablanca wint het toernooi van Hastings.
- 8 - In het Quirinaalpaleis te Rome wordt het huwelijk ingezegend tussen de Italiaanse kroonprins Umberto en prinses Marie José van België.
- 13 - De eerste Mickey Mouse-strip wordt uitgebracht.
- 24 - In Eindhoven wordt de eerste frietkraam van Nederland geopend.

februari
- 10 - Bij het eerste zelfstandige wereldkampioenschap ijshockey prolongeert Canada de wereldtitel door Duitsland in de finale in Berlijn met 6-1 te verslaan.
- 18 - De astronoom Clyde Tombaugh ontdekt Pluto, die wordt benoemd tot de negende planeet van het zonnestelsel.
- februari - Antonia Brico debuteert voor de Berliner Philharmoniker als eerste vrouwelijke dirigent.
- De Sovjet-Unie voerde een eigen revolutionaire kalender in, waardoor in 1930 en 1931 februari 30 dagen had. In 1940 werd deze kalender afgeschaft.[1]

maart
- 6 - Een levensmiddelenwinkel in Springfield (Massachusetts) heeft een wereldprimeur: voortaan zijn diepvriesproducten verkrijgbaar. De winkelier heeft hiervoor een frigidaire in de zaak gezet.
- 6 - Protesten door communisten in diverse landen tegen werkloosheid en honger. In diverse steden komt het tot gevechten met de politie.
- 7 - Hjalmar Schacht, president van de Reichsbank, treedt af uit protest tegen het Young-plan.
- 12 - Mahatma Gandhi en 78 aanhangers beginnen vanuit Sabarmati Ashram te voet met hun reis naar Dandi: de zoutmars. Ze protesteren tegen het Britse monopolie op de zouthandel en impliciet tegen het koloniaal bewind.
- 17 - Duitsland en de Sovjet-Unie sluiten een handelsovereenkomst.
- 27 - Hermann Müller treedt af als rijkskanselier.
- 30 - Heinrich Brüning wordt aangesteld als nieuwe rijkskanselier.

april
- 5 - In een gebaar van burgerlijke ongehoorzaamheid breekt Mahatma Gandhi de Britse wet door naar de zee te lopen en zout te maken.
- 18 - De nieuwslezer van de BBC-radio meldt om half zeven 's avonds: Er is geen nieuws vandaag.
- 22 - Bij het Verdrag van Londen worden aan de deelnemende zeemogendheden beperkingen opgelegd van hun oorlogsvloten.
- 26 - Opening van de Wereldtentoonstelling voor Koloniën, Zeevaart en Vlaamsche Kunst te Antwerpen.
- 30 - In het diaconessenhuis Rotterdam vindt de eerste bloedtransfusie van Nederland plaats.
- april - Opening van de wolkenkrabber op 40 Wall Street, 41 meter hoger dan het nabijgelegen Woolworth Building en daarmee het hoogste gebouw ter wereld.

mei
- 3 - Opening van de Wereldtentoonstelling van Luik.
- 15 - De verpleegster Ellen Church is 's werelds eerste stewardess op een vlucht van San Francisco naar Chicago, uitgevoerd door Boeing Air Transport.
- 15 - De Nederlandse minister Reymer van Waterstaat kondigt het Zendtijdbesluit af. Dit wordt wel het hoogtepunt van de verzuiling genoemd.
- 17 - Frankrijk begint de beëindiging van de bezetting van het Rijnland.
- 27 - De Amerikaan Richard Drew van 3M krijgt patent op plakband, dat hij in 1926 uitvond.
- 28 - In New York opent het Chrysler Building, met een hoogte van 316 meter het hoogste gebouw ter wereld.

juni
- 6 - Carol keert terug naar Boekarest om zich tot koning van Roemenië te laten kronen.
- 12 - Max Schmeling wint het wereldkampioenschap boksen in de zwaargewichtklasse nadat zijn tegenstander Jack Sharkey gediskwalificeerd wordt.
- 12 - In Pruisen worden alle NSDAP-uniformen verboden.
- 17 - De Amerikaanse president Hoover bekrachtigt de "Smoot-Hawley Tariff Act", die de invoerrechten op vooral landbouwproducten met 20% verhoogt. Zo'n duizend economen hadden hem gevraagd zijn veto over de wet uit te spreken.
- 17 - Burgemeester Frans Johan van Lanschot van Den Bosch onthult een bronzen beeld van de schilder Jeroen Bosch op de Markt.
- 18 - Oprichting van het Nationaal Instituut voor de Radio-omroep in België.
- 22 - De NSDAP boekt een grote overwinning bij verkiezingen in Saksen en groeit van 5% naar 14%.
- 29 - In Lier  wordt de zogeheten 'Jubelklok' in de Zimmertoren onthuld, ter gelegenheid van het 100-jarig bestaan van België.
- 30 - De Fransen voltooien de terugtrekking uit het Rijnland.
- juni - Er gebeurt een ongeluk in de zoutmijn in Volkenroda in het westen van Duitsland, als ruwe aardolie uit het ondergelegen reservoirgesteente lekt in de gangen van de zoutmijn en via de toortsen van de mijnwerkers een explosie en brand veroorzaakt. Dit is de start om de aardolie te gaan winnen.

juli
- 7 - In Finland probeert de fascistische Lapua-beweging met 12.000 man in een mars op Helsinki de Mars op Rome te imiteren. Maar de Finse democratie is weerbaarder dan de Italiaanse.
- 13 - Het eerste Wereldkampioenschap voetbal begint in Uruguay met de wedstrijd Frankrijk - Mexico. De Fransen winnen met 4 - 1.
- 14 -  - Radiopionier Jan Corver demonstreert voor de Nederlandse Dagblad Pers   de ontvangst van experimentele televisiebeelden uit Engeland.
- 16 - De laatste paardentram van Nederland, die rijdt tussen Makkum en Harkezijl, wordt vervangen door een busdienst.
- 18 - Na een conflict tussen regering en Reichstag betreffende de begroting wordt de Duitse Reichstag bij presidentieel decreet ontbonden.
- 19 - In België wordt de Regie voor Telegraaf en Telefoon (RTT) opgericht. Het overheidsbedrijf krijgt een grotere autonomie: het is niet langer afhankelijk van de jaarlijkse budgetten van de staat en heeft de bevoegdheid om een eigen bestuur te voeren.
- 30 - In Montevideo wordt de finale gespeeld van de eerste WK voetbal. Gastland Uruguay verslaat Argentinië met 4-2. Scheidsrechter is de Belg John Langenus.
- juli - Maksim Litvinov wordt aangesteld als volkscommissaris (minister) van buitenlandse zaken.

augustus
- 4 - De kinderbijslag wordt in België ingevoerd.
- 8 - Eerste Betty Boop-film, getiteld Dizzy Dishes komt uit.
- 17 - Het Pact van San Sebastián wordt gesloten tussen vertegenwoordigers van de diverse oppositiepartijen, om te komen tot de vestiging van een Spaanse republiek.
- 21 - De Wieringermeer is drooggevallen.
- 24 - Inwijding van de IJzertoren te Diksmuide, gedenkteken voor de Vlaamse gevallenen in de Eerste Wereldoorlog.
- augustus - De doelman van Ajax Gerrit Keizer debuteert in het eerste elftal van Arsenal. Na de wedstrijd op zaterdag vliegt hij naar Amsterdam om op zondag het doel van Ajax te verdedigen.

september
- 5 - In Texas wordt aardolie gevonden.
- 14 - Bij de verkiezingen in Duitsland haalt de NSDAP een grote overwinning en wordt de tweede partij in grootte.
- 14 - Met een vriendschappelijke voetbalwedstrijd België-Nederland wordt het Heizelstadion in Brussel in gebruik genomen.
- september - De zeer bloedige onderwerping van de Republiek Ararat door Turkse troepen.

oktober
- 4 - Eerste Werelddierendag.
- 4 - Henry Ford legt in Rotterdam de eerste steen voor een Nederlandse Fordfabriek.
- 4 - Op zijn eerste passagiersvlucht verongelukt het Britse luchtschip HMA R101 nabij het Franse Beauvais. De meeste inzittenden komen om het leven. De Britten stoppen direct de luchtschipvaart met passagiers.
- 11 tot 16 - in Athene wordt de eerste Balkanconferentie gehouden.
- 16 - Op de openingsdag komen zeventigduizend mensen naar de door Willem Dudok ontworpen vestiging van  De Bijenkorf in Rotterdam.
- 21 - De Nederlandstalige Universiteit van Gent wordt geopend. Rector is August Vermeylen.
- 24 - De vertrekkende president van Brazilië Washington Luís Pereira de Sousa wordt door het leger afgezet en gearresteerd.

november
- 2 - De regent van Abessinië wordt gekroond tot keizer Haile Selassie. Ontstaan van de Rastafari-beweging.
- 2 - Het Amerikaanse chemiebedrijf DuPont kondigt het eerste synthetisch rubber aan, nadat in de voorafgaande jaren de productie van rubber in Zuid-Amerika door een schimmel is verloren gegaan.
- 4 - De militaire junta die de macht in Brazilië heeft overgenomen, benoemt de verslagen presidentskandidaat Getúlio Vargas tot nieuwe president.
- 5 - De Castellammarijnse oorlog tussen twee Maffiafamilies in New York wordt beslecht als Lucky Luciano door een moord de macht grijpt in zijn clan, en vervolgens vrede sluit met de capo van de andere groep, Salvatore Maranzano. Samen reorganiseren ze de New Yorkse maffia tot een kartel van Vijf families.
- 18 - De Soka Gakkai (Organisatie voor het Creëren van Waarde) wordt opgericht door de Japanse pedagogen Tsunesaburo Makiguchi en 
Josei Toda.
- november - De Nederlander Cornelis van Eesteren wordt in Frankfurt gekozen tot voorzitter van de Congrès Internationaux d'Architecture Moderne (CIAM).

december
- 4 - Duitse premiere van All Quiet on the Western Front in Berlijn. De vertoning van de film leidt to grootschalige en gewelddadige protesten van de NSDAP en andere rechtse krachten. 11 december wordt de film in Duitsland verboden.
- 6 - De Argentijnse president Irigoyen wordt door het leger afgezet.
- 19 - Uitbarsting van de Merapi, een vulkaan op centraal Java in Nederlands-Indië. Verschillende dorpen werden verwoest, er vallen 1.300 doden.
- 19 - Oprichting van de Cementfabriek IJmuiden (CEMIJ) N.V.
- 22 - De Federaasje fan Fryske Studinteferienings wordt opgericht.

zonder datum
- Grieks-Turks vriendschapspact.
- In Unie van Indochina is de aanleg van de Quốc lộ 1A door de Franse kolonisator voltooid. De weg verbindt Lạng Sơn met Cà Mau en is de langste quốc lộ in het huidige Vietnam.

- Bioscoopjournaal uit 1930 over de drooglegging van een deel van de Zuiderzee ten behoeve van de Wieringermeerpolder.
- Bioscoopjournaal uit 1930. Een politieagent in actie bij relletjes op de Grote Markt te Haarlem. Deze relletjes werden geleid door enkele communisten.
- Bioscoopjournaal uit 1930. Beelden van verschillende activiteiten op het Jongenskamp van de "Vereeniging tot Bevordering van de Watersport onder Jongeren" (VBWJ).
- Bioscoopjournaal uit januari 1930. Werkzaamheden rondom het verstevigen van een spoordijk tussen Rotterdam en Utrecht.
- Verslag van de vriendschappelijke voetbalwedstrijd Nederland - België op 4 mei 1930 in het Olympisch Stadion in Amsterdam. Uitslag 2-2.
- Bioscoopjournaal uit 1930. Beelden van het afscheid van de bemanning en het vertrek van de torpedojager Van Galen naar Curaçao om Hr.Ms. Hertog Hendrik af te lossen.
- Bioscoopjournaal uit december 1930. De herstelwerkzaamheden aan een verzakking van de spoorrails in het baanvak tussen Rotterdam en Gouda.
- Bioscoopjournaal uit december 1930. Beelden van de beschadigde damwand in de nieuwe haven van Scheveningen. De damwand vormde de scheiding tussen de eerste en tweede binnenhaven.

## Muziek
- Im weissen Rössl, Ralph Benatzky
- On the Sunny Side of the Street maakt deel uit van de musical Lew Lesley's International Revue, maar gaat al snel een eigen leven leiden en groeit uit tot een standard.

### Première
- 14 maart: Symfonie nr. 3 van Arnold Bax is voor het eerst te horen
- 2 april: Klods Hans van Knudåge Riisager is voor het eerst te horen op de 125-ste verjaardag van Hans Christian Andersen geboortedag
- 25 april: Tien stukken voor orkest van Aarre Merikanto is voor het eerst te beluisteren, alleen op de radio
- 28 april: Begleitungsmusik zu einer Lichtspielszene van Arnold Schönberg is te horen op de radio (Frankfurt-am-Main)
- 28 oktober: O, Sørland, du min moderjord een lied met muziek van Johan Halvorsen
- 6 november: Begleitungsmusik zu einer Lichtspielszene van Schönberg is te horen in de zaal (Berlijn)
- 23 december: Askeladden met muziek van Johan Halvorsen
- 26 december: Benzine, ballet met muziek van Knudåge Riisager

## Beeldende kunst

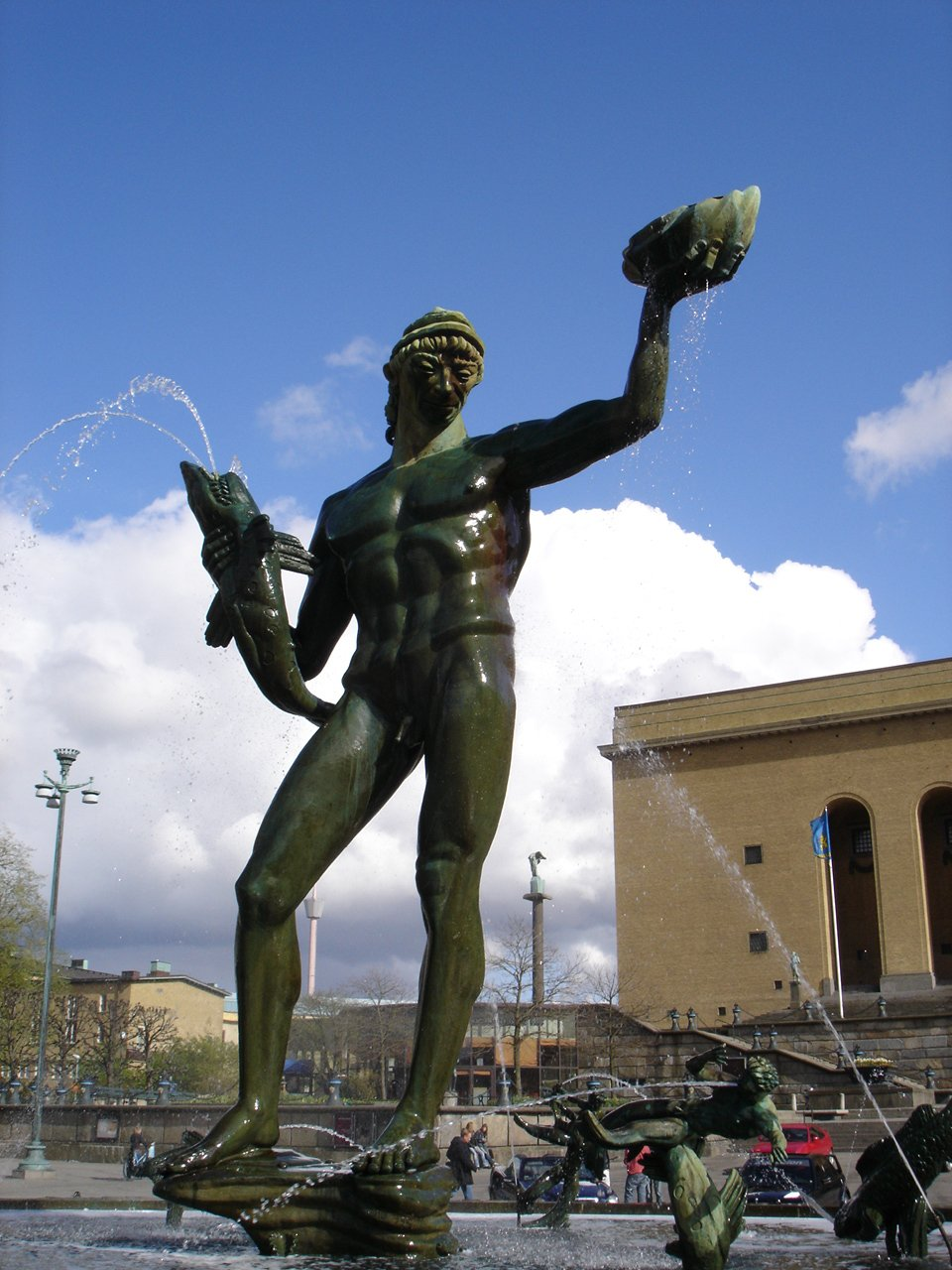
Poseidon (1930) Carl Milles, Götaplatsen, Göteborg

## Bouwkunst

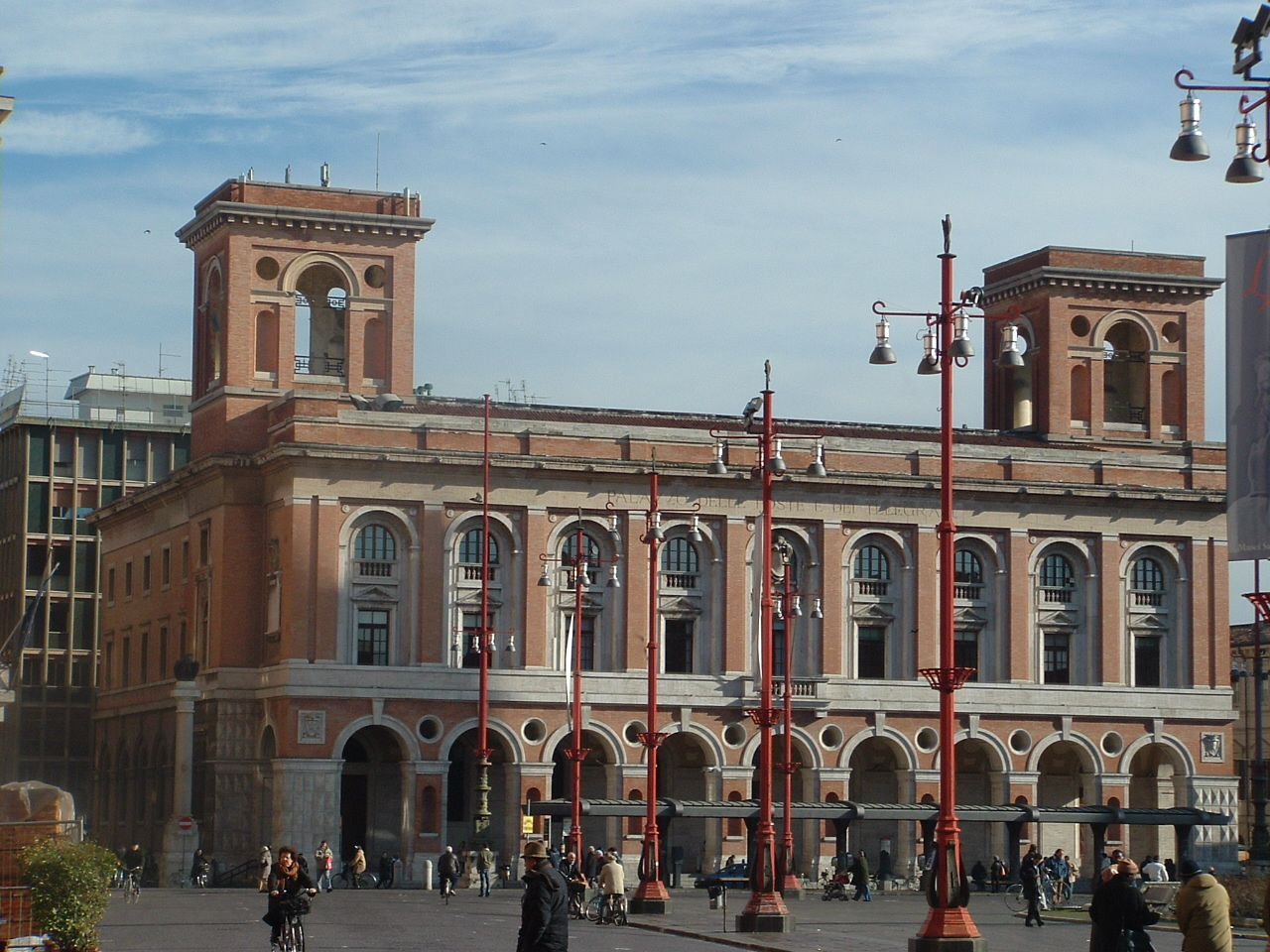
Palazzo delle Poste (1930) Cesare Bazzani, Forlì (Italië)
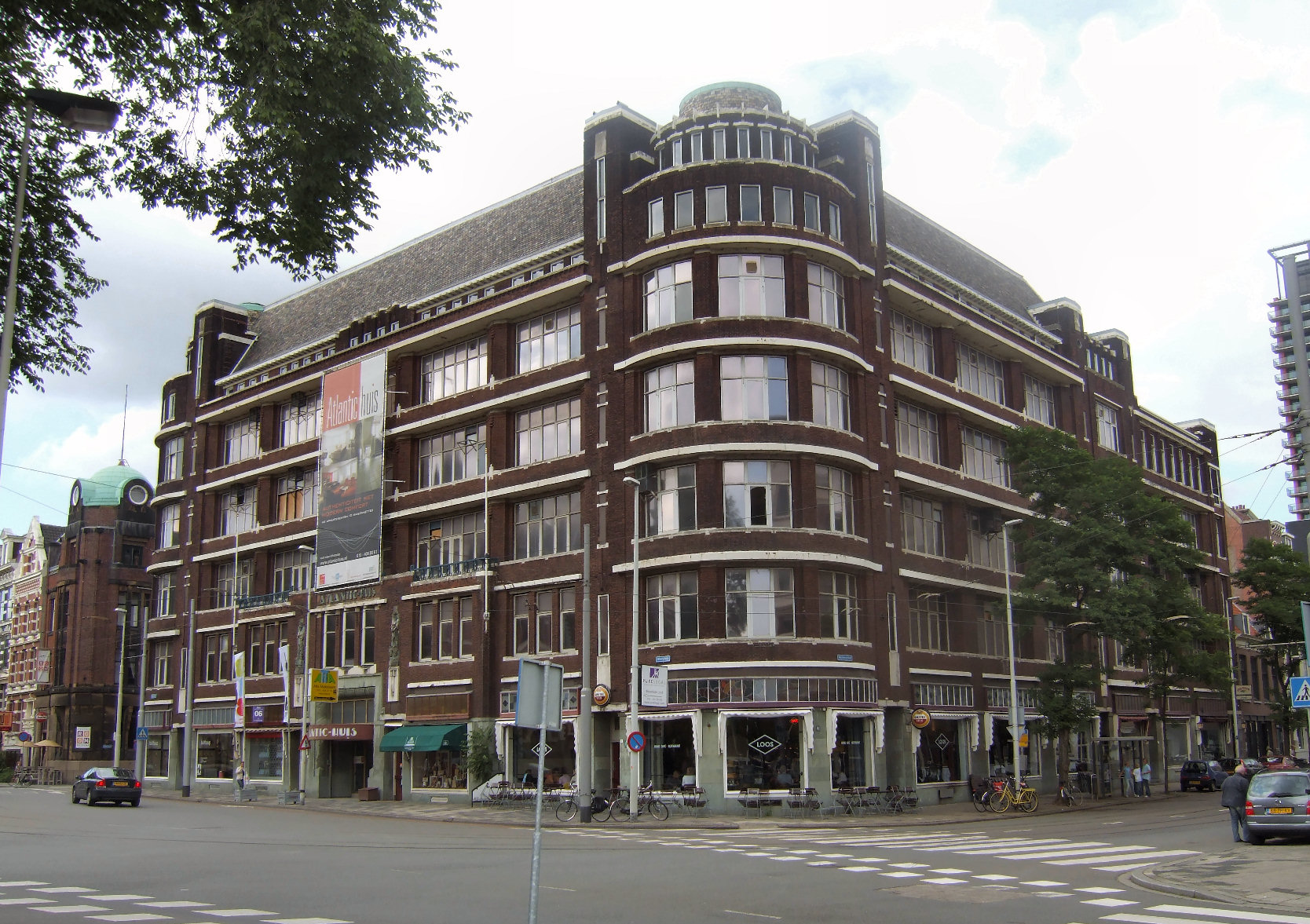
Atlantic Huis Rotterdam (1930) P.G. Buskens
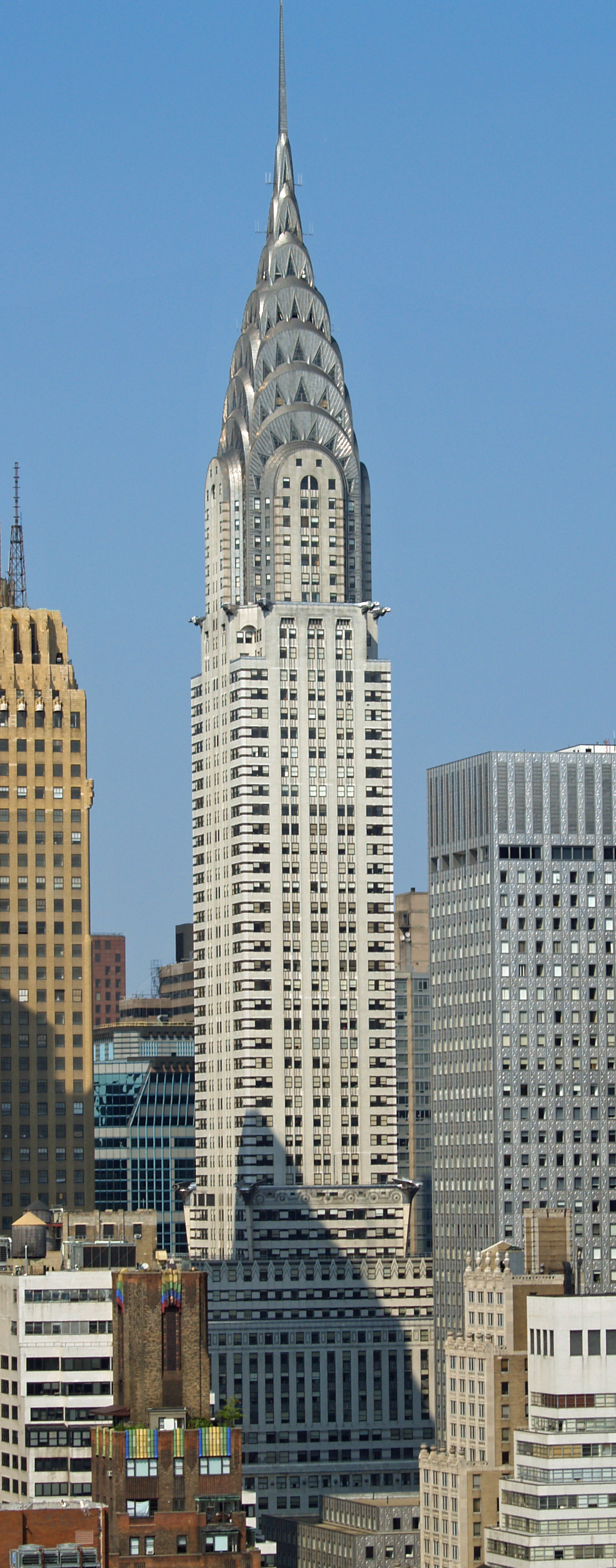
Chrysler Building (1930) William van Alen

## Geboren

### januari
- 1 - Werner Heider, Duits componist/pianist/dirigent
- 1 - Jafaar Numeiri, Soedanees militair en president (overleden 2009)
- 1 - Ack van Rooyen, Nederlands jazztrompettist en flügelhornist (overleden 2021)
- 2 - Julius La Rosa, Amerikaans zanger (overleden 2016)
- 2 - Johan Stollz, Vlaams zanger (overleden 2018)
- 3 - Robert Loggia, Amerikaans acteur en regisseur (overleden 2015)
- 4 - Menato Boffa, Italiaans autocoureur (overleden 1996)
- 4 - Jannie de Groot, Nederlands zwemster (overleden 2011)
- 5 - Louis Desmet, Belgisch atleet (overleden 2001)
- 5 - Frederick Tillis, Amerikaans componist, jazzsaxofonist en dichter (overleden 2020)
- 7 - Elliott Kastner, Amerikaans filmproducent (overleden 2010)
- 8 - Doreen Wilber, Amerikaans boogschutter (overleden 2008)
- 9 - Igor Netto, Russisch voetballer en voetbaltrainer (overleden 1999)
- 9 - Frida Vogels, Nederlands schrijfster, dichteres en vertaalster
- 10 - Roy Edward Disney, Amerikaans zakenman (overleden 2009)
- 12 - John Leddy, Nederlands acteur (overleden 2022)
- 13 - Frances Sternhagen, Amerikaans actrice (overleden 2023)
- 15 - André Auquier, Belgisch wielrenner (overleden 2020)
- 16 - Clarence Ray Allen, Amerikaans moordenaar (overleden 2006)
- 17 - Simone Saenen, Belgisch atlete (overleden 1970)
- 19 - Tippi Hedren, Amerikaans actrice
- 20 - Buzz Aldrin, Amerikaans gevechtspiloot en ruimtevaarder, tweede mens op de maan
- 20 - Raymond Van Gestel, Belgisch voetballer en piloot (overleden 2020)
- 21 - John Campbell-Jones, Brits autocoureur (overleden 2020)
- 21 - Günter Lamprecht, Duits acteur (overleden 2022)
- 22 - Henk Couprie, Nederlands politicus en militair (overleden 2024)
- 23 - Derek Walcott, Saint Luciaans dichter, (toneel)schrijver en Nobelprijswinnaar (overleden 2017)
- 25 - Ruth Kligman, Amerikaans abstract schilderes (overleden 2010)
- 25 - Heinz Schiller, Zwitsers autocoureur (overleden 2007)
- 26 - Napoleon Abueva, Filipijns beeldhouwer (overleden 2018)
- 26 - Harry Melges, Amerikaans zeiler (overleden 2023)
- 27 - Federico Vairo, Argentijns voetballer (overleden 2010)
- 28 - Kurt Biedenkopf, Duits hoogleraar en politicus (overleden 2021)
- 30 - Gene Hackman, Amerikaans acteur (overleden 2025)
- 30 - Alfred Herrhausen, Duits bankier (overleden 1989)
- 30 - Evert Teunissen, Nederlands voetbaltrainer (overleden 2025)
- 31 - Joop Dikmans, Nederlands acteur en clown (overleden 2022)

### februari
- 1 - María Elena Walsh, Argentijns schijfster (overleden 2011)
- 7 - Bert Bouma, Nederlands voetballer (overleden 2022)
- 7 - Henk Buck, Nederlands scheikundige (overleden 2023)
- 8 - Lili Rademakers, Nederlands regisseuse (overleden 2025)
- 9 - Pavel Schmidt, Tsjecho-Slowaaks roeier (overleden 2001)
- 10 - Robert Wagner, Amerikaans acteur
- 11 - Mary Quant, Brits modeontwerpster (overleden 2023)
- 11 - Inge Stoll, West-Duits motorsportster (verongelukt 1958)
- 15 - Walter Herssens, Belgisch atleet (overleden 1992)
- 15 - Lilo Kobi, Zwitsers zwemster (overleden 2022)
- 16 - Piet Libregts, Nederlands wielerploegleider (overleden 2013)
- 16 - Menno Meyer, Nederlands edelsmid en beeldhouwer (overleden 2022)
- 16 - Jack Sears, Britse auto- en rallycoureur (overleden 2016)
- 17 - Ruth Rendell, Brits schrijfster van detectives (overleden 2015)
- 18 - Ewald Meyer, Surinaams politicus (overleden 1988)
- 19 - John Frankenheimer, Amerikaans filmregisseur (overleden 2002)
- 20 - Pietro Citati, Italiaans literair criticus en schrijver (overleden 2022)
- 22 - Jean Bobet, Frans wielrenner (overleden 2022)
- 23 - Harry Boldt, Duits ruiter
- 23 - Jef Geeraerts, Belgisch schrijver van misdaadromans (overleden 2015)
- 23 - Goro Shimura, Japans wiskundige (overleden 2019)
- 25 - David Pawson, Brits predikant en schrijver (overleden 2020)
- 26 - Lionel Cox, Australisch wielrenner (overleden 2010)
- 26 - Geneviève Ryckmans-Corin, Belgisch politica (overleden 2022)
- 27 - Joanne Woodward, Amerikaans actrice, weduwe van Paul Newman
- 28 - Leon Cooper, Amerikaans natuurkundige en Nobelprijswinnaar (overleden 2024)

### maart
- 1 - Siep Martens, president van de Hoge Raad der Nederlanden (overleden 2001)
- 1 - Gastone Nencini, Italiaans wielrenner (overleden 1980)
- 2 - Sergej Adamovitsj Kovaljov, Russisch Sovjet-dissident en politicus (overleden 2021)
- 2 - John Cullum, Amerikaans acteur, filmregisseur en scenarioschrijver
- 2 - Tom Wolfe, Amerikaans schrijver en journalist (overleden 2018)
- 3 - Ion Iliescu, Roemeens politicus en president (overleden 2025)
- 5 - Carlo Peretti, Italiaans waterpolospeler
- 6 - Lorin Maazel, Amerikaans dirigent, componist en violist (overleden 2014)
- 7 - Antony Armstrong-Jones, lid Britse adel, fotograaf; is getrouwd geweest met Margaret Windsor (overleden 2017)
- 7 - Fred van Beek, Nederlands yogaleraar (overleden 2023)
- 7 - Hubert Detremmerie, Belgisch bankier en vakbondsbestuurder (overleden 2008)
- 7 - Luís Trochillo, Braziliaans voetballer bekend als Luizinho (overleden 1998)
- 8 - Pjotr Bolotnikov, Sovjet-Russisch atleet (overleden 2013)
- 8 - Franz Gertsch, Zwitsers kunstschilder (overleden 2022)
- 9 - Harry Aarts, Nederlands politicus (overleden 2020)
- 9 - Michel van Hulten, Nederlands politicus
- 13 - Günther Uecker, Duits beeldhouwer (overleden 2025)
- 14 - Helga Feddersen, Duits actrice, zangeres en schrijfster (overleden 1990)
- 15 - Zjores Ivanovitsj Alferov, Russisch natuurkundige en Nobelprijswinnaar (overleden 2019)
- 15 - Martin Karplus, Oostenrijks-Amerikaans scheikundige en Nobelprijswinnaar (overleden 2024)
- 16 - Tommy Flanagan, Amerikaans jazzpianist (overleden 2001)
- 17 - James Irwin, Amerikaans astronaut (overleden 1991)
- 18 - Gijs van Aardenne, Nederlands vicepremier en minister van economische zaken (overleden 1995)
- 20 - Chuck Darling, Amerikaans basketballer (overleden 2021)
- 20 - Leila Negra (Marie Nejar), Duits schlagerzangeres en actrice (overleden 2025)
- 20 - Thomas Stafford Williams, Nieuw-Zeelands kardinaal (overleden 2023)
- 21 - Jos van Manen Pieters, Nederlands schrijfster van streekromans (overleden 2015)
- 22 - Pat Robertson, Amerikaans christelijk evangelist (overleden 2023)
- 22 - Stephen Sondheim, Amerikaans componist en tekstschrijver (overleden 2021)
- 23 - Frank Swaelen, Belgisch politicus (overleden 2007)
- 24 - Jack Kooistra, Nederlands journalist en nazi-jager (overleden 2025)
- 24 - Steve McQueen, Amerikaans filmacteur (overleden 1980)
- 25 - John A. Keel, Amerikaans onderzoeker van het onbekende (overleden 2009)
- 26 - Gregory Corso, Amerikaans dichter (overleden 2001)
- 26 - Sandra Day O'Connor, Amerikaans juriste/voormalig rechter Federale Hooggerechtshof (overleden 2023)
- 27 - Daniel Spoerri, Zwitsers kunstenaar, regisseur en beeldhouwer (overleden 2024)
- 27 - Bob den Uyl, Nederlands schrijver en jazztrompettist (overleden 1992)
- 28 - Jerome Friedman, Amerikaans natuurkundige en Nobelprijswinnaar
- 28 - Lenie Gerrietsen, Nederlands turnster (overleden 2024)
- 28 - Albert S. Ruddy, Canadees-Amerikaans filmproducent (overleden 2024)
- 30 - John Astin, Amerikaans acteur
- 30 - Rolf Harris, Australisch muzikant, televisiepresentator en schilder (overleden 2023)
- 30 - John Lanting, Nederlands acteur (overleden 2018)

### april
- 1 - Mamadou Bâ, Guinees politicus (overleden 2009)
- 3 - Helmut Kohl, Duits bondskanselier (overleden 2017)
- 7 - Joop Koopman, Nederlands presentator (overleden 2011)
- 7 - Robert H. MacArthur, Amerikaans ecoloog (overleden 1972)
- 7 - Andrew Sachs, Duits-Brits acteur en komiek (overleden 2016)
- 7 - Margherita van Savoye-Aosta, Italiaans prinses (overleden 2022)
- 9 - Wallace McCain, Canadees ondernemer (overleden 2011)
- 10 - Claude Bolling, Frans jazzpianist en componist (overleden 2020)
- 11 - Anton Szandor LaVey, Amerikaans satanist (overleden 1997)
- 12 - Louw de Graaf, Nederlands politicus (overleden 2020)
- 12 - Joseph Houssa, Belgisch politicus en burgemeester (overleden 2019)
- 12 - Bryan Magee, Brits filosoof en politicus (overleden 2019)
- 12 - Ype Schaaf, Nederlands predikant en journalist (overleden 2003)
- 12 - Antoon Uytterhoeven, Belgisch atleet (overleden 2001)
- 14 - William vanden Heuvel, Amerikaans advocaat, ondernemer, schrijver en diplomaat (overleden 2021)
- 15 - Richard Davis, Amerikaans jazzcontrabassist (overleden 2023)
- 15 - Sy Johnson, Amerikaans jazzpianist en arrangeur (overleden 2022)
- 16 - Arie Pais, Nederlands politicus en bestuurder (overleden 2022)
- 17 - Chris Barber, Brits jazztrombonist en orkestleider (overleden 2021)
- 17 - Frans Künen, Nederlands atleet (overleden 2011)
- 18 - Michel Didisheim, Belgisch kabinetschef en bestuurder (overleden 2020)
- 18 - Herman Krikhaar, Nederlands kunstschilder en galeriehouder (overleden 2010)
- 18 - Liviu Librescu, Israëlisch wetenschapper van Roemeense afkomst (overleden 2007)
- 18 - Ingeborg Uijt den Bogaard, Nederlands actrice (overleden 2021)
- 20 - Willy Druyts, Belgisch atleet (overleden 2010)
- 21 - Hans Ferrée, Nederlands reclamemaker en schrijver (overleden 2017)
- 21 - Silvana Mangano, Italiaans filmactrice (overleden 1989)
- 21 - Jack Taylor, Engels voetbalscheidsrechter (overleden 2012)
- 21 - Jan Wegter, Nederlands acteur (overleden 1994)
- 23 - Duvall Hecht, Amerikaans roeier (overleden 2022)
- 23- Alan Oppenheimer, Amerikaans (stem)acteur
- 24 - Richard Donner, Amerikaans filmregisseur (overleden 2021)
- 24 - Leen Droppert, Nederlands beeldend kunstenaar (overleden 2022)
- 24 - Conn Findlay, Amerikaans roeier en zeiler (overleden 2021)
- 24 - Raul Goco, Filipijns jurist en diplomaat (overleden 2014)
- 24 - Joeri Levada, Russisch socioloog en politicoloog (overleden 2006)
- 24 - José Sarney, Braziliaans politicus; president 1985-1990
- 26 - Roger Moens, Belgisch atleet, sportjournalist en politiefunctionaris
- 26 - Lodewijk Woltjer, Nederlands astronoom (overleden 2019)
- 28 - Jürgen Ahrend, Duits orgelbouwer (overleden 2024)
- 28 - James Baker, Amerikaans advocaat, diplomaat en politicus
- 28 - Germaine Hoffmann, Luxemburgs kunstschilderes en collagekunstenares (overleden 2024)
- 29 - Rik Coppens, Belgisch voetballer (overleden 2015)
- 29 - Joe Porcaro, Amerikaans jazzdrummer en percussionist (overleden 2020)
- 30 - Kitty Janssen, Nederlands actrice (overleden 2012)
- 30 - Giga Norakidze, Georgisch voetballer en voetbalcoach (overleden 1995)
- 30 - Job de Ruiter, Nederlands jurist en politicus (overleden 2015)

### mei
- 5 - Ezatollah Sahabi, Iraans politicus (overleden 2011)
- 8 - Maria Sjoebina, Sovjet-Russisch kanovaarster (overleden 2025)
- 9 - Alekper Mamedov, Sovjet-Azerbeidzjaans voetballer en trainer (overleden 2014)
- 10 - George E. Smith, Amerikaans natuurkundige, uitvinder en Nobelprijswinnaar (overleden 2025)
- 11 - Edsger Dijkstra, Nederlands informaticus (overleden 2002)
- 11 - Ab van Grimbergen, Nederlands hockeyer en hockeycoach
- 12 - Patricia McCormick, Amerikaans schoonspringster (overleden 2023)
- 12 - Wim Roma (Wim Straver), Nederlands zanger, tekstschrijver en componist (overleden 2024)
- 13 - Mike Gravel, Amerikaans Democratisch politicus (overleden 2021)
- 13 - Thérèse de Groot, Sloveens-Nederlands beeldhouwster (overleden 2011)
- 13 - Jacques Vercruysse, Belgisch atleet (overleden 2001)
- 13 - Max Woiski jr., Surinaams-Nederlands zanger en gitarist (overleden 2011)
- 15 - Jasper Johns, Amerikaans beeldend kunstenaar
- 18 - Don Lind, Amerikaans ruimtevaarder (overleden 2022)
- 18 - Coby Timp, Nederlands actrice
- 19 - Rudolf Emil Kálmán, Hongaars-Amerikaans elektrotechnicus (overleden 2016)
- 20 - Coby Floor, Nederlands schoonspringster (overleden 2017)
- 20 - Mate Trojanović, Joegoslavisch roeier (overleden 2015)
- 21 - Malcolm Fraser, Australisch premier (overleden 2015)
- 21 - Klaas Jan Mulder, Nederlands organist, pianist en dirigent (overleden 2008)
- 22 - Monique Dorsel, Belgisch actrice (overleden 2025)
- 22 - Dieuwke de Graaff-Nauta, Nederlands politica (o.a. staatssecretaris) (overleden 2008)
- 23 - Aleksandar Matanović, Servisch schaker (overleden 2023)
- 25 - Sonia Rykiel, Frans modeontwerpster (overleden 2016)
- 26 - Julien Weverbergh, Belgisch schrijver en uitgever (overleden 2023)
- 27 - Eino Tamberg, Estlands componist (overleden 2010)
- 28 - Frank Drake, Amerikaans astronoom en astrofysicus (overleden 2022)
- 29 - Asbjørn Hansen, Noors voetballer (overleden 2017)
- 31 - Clint Eastwood, Amerikaans filmacteur, -producent, -regisseur en politicus
- 31 - Paul L. Maier Amerikaans historicus en romanschrijver (overleden 2025)

### juni
- 1 - Edward Woodward, Brits acteur (overleden 2009)
- 2 - Hammy de Beukelaer, Nederlands stuntman (overleden 2018)
- 2 - Pete Conrad, Amerikaans astronaut; de derde man op de maan (overleden 1999)
- 2 - Jo Walhout, Nederlands voetballer (overleden 1997)
- 2 - Zezinho, Braziliaans voetballer (overleden 1980)
- 4 - Tite, Braziliaans voetballer (overleden 2004)
- 7 - Ruth Brouwer, Nederlands beeldhouwster, medailleuse en tekenares (overleden 2020)
- 7 - Gérard Genette, Frans literatuurwetenschapper (overleden 2018)
- 7 - Hendrik Seghers, Vlaams ondernemer
- 9 - Barbara, Frans zangeres (overleden 1997)
- 9 - Jordi Pujol i Soley, Catalaans politicus
- 9 - Ragnhild, Noors prinses (overleden 2012)
- 10 - Joeri Tjoekalov, Sovjet roeier (overleden 2018)
- 11 - Neale Lavis, Australisch ruiter (overleden 2019)
- 12 - Jim Nabors, Amerikaans acteur en zanger (overleden 2017)
- 13 - Paul Veyne, Frans historicus (overleden 2022)
- 14 - Edward Mallory, Amerikaans acteur (overleden 2007)
- 15 - Gerrit Hensens, Nederlands burgemeester (overleden 2022)
- 16 - Mike Sparken, Frans autocoureur (overleden 2012)
- 18 - Thijs Chanowski, Nederlands ondernemer, producent, onderzoeker en hoogleraar (overleden 2017)
- 18 - Wim de Vreng, Nederlands zwemmer (overleden 1980)
- 19 - Gena Rowlands, Amerikaans actrice (overleden 2024)
- 20 - Magdalena Abakanowicz, Pools beeldend kunstenaar (overleden 2017)
- 21 - John Boxtel, Nederlands beeldhouwer (overleden 2022)
- 22 - Saadoun Hammadi, Iraaks diplomaat en politicus (overleden 2007)
- 23 - Árpád Fazekas, Hongaars voetballer (overleden 2018)
- 23 - Elza Soares, Braziliaans sambazangeres (overleden 2022)
- 24 - Claude Chabrol, Frans filmregisseur (overleden 2010)
- 24 - Willy Wuyts, Belgisch atleet
- 25 - Petar Šegvić, Joegoslavisch roeier (overleden 1990)
- 27 - Ross Perot, Amerikaans zakenman en presidentskandidaat (overleden 2019)
- 27 - Jesus Tuquib, Filipijns aartsbisschop (overleden 2019)
- 28 - Leo Kogeldans, Surinaams-Nederlands voetballer (overleden 2024)
- 29 - Robert Evans, Amerikaans filmproducent en acteur (overleden 2019)
- 29 - Jan Hoogstad, Nederlands architect (overleden 2018)
- 29 - Anatoli Masljonkin, Sovjet-voetballer (overleden 1988)
- 30 - John Boxtel, Nederlands beeldhouwer (overleden 2022)
- 30 - Tata Guines, Cubaans percussionist (overleden 2008)

### juli
- 1 - Sigmund Rolat (Zygmund Rozenblat), Amerikaans-Pools filantroop, kunstverzamelaar en zakenman (overleden 2024)
- 1 - Hans van der Voet, Nederlands ambtenaar en bestuurder (overleden 2019)
- 2 - Carlos Menem, Argentijns politicus; president 1989-1999 (overleden 2021)
- 3 - Carlos Kleiber, Duits dirigent (overleden 2004)
- 3 - Jan Louwers, Nederlands voetballer (overleden 2012)
- 6 - George Armstrong, Canadees ijshockeyspeler (overleden 2021)
- 6 - Herbert Erhardt, Duits voetballer (overleden 2010)
- 6 - Françoise Mallet-Joris, Belgisch-Frans schrijfster (overleden 2016)
- 7 - Theodore Edgar McCarrick, Amerikaans kardinaal (overleden 2025)
- 11 - Buddy Cagle, Amerikaans autocoureur (overleden 2020)
- 12 - Jean Brankart, Belgisch wielrenner (overleden 2020)
- 13 - Carlos Imperial, Filipijns politicus (overleden 2010)
- 13 - Scott Symons, Canadees schrijver (overleden 2009)
- 13 - Viktor Tsyboelenko, Sovjet-Russisch/Oekraïens atleet (overleden 2013)
- 14 - Polly Bergen, Amerikaans actrice (overleden 2014)
- 14 - Werner Van Cleemput, Belgisch componist (overleden 2006)
- 14 - James Fifer, Amerikaans roeier (overleden 1986)
- 15 - Jacques Derrida, Frans filosoof (overleden 2004)
- 15 - Achmed Karamat Ali, Surinaams politicus (overleden 2016)
- 17 - Sigge Ericsson, Zweeds langebaanschaatser (overleden 2019)
- 23 - Hans Ankum, Nederlands jurist en hoogleraar (overleden 2019)
- 23 - Roger Hassenforder, Frans wielrenner en gastronoom (overleden 2021)
- 23 - Pierre Vidal-Naquet, Frans geschiedkundige (overleden 2006)
- 24 - Herman Kortekaas, Nederlands acteur
- 25 - Annie Ross, Brits-Amerikaans jazzzangeres en actrice (overleden 2020)
- 27 - Shirley Williams, Brits politica (overleden 2021)
- 28 - Kees van Berkel, Nederlands edelsmid (overleden 2009)
- 28 - Jean Roba, Belgisch stripauteur (overleden 2006)
- 29 - Theo Quené, Nederlands planoloog (overleden 2011)
- 29 - Jim Stewart, Amerikaans producer en platenbaas (overleden 2022)
- 30 - Antonio Gava, Italiaans politicus (overleden 2008)
- 30 - Thomas Sowell, Amerikaans schrijver en econoom
- 31 - Oleg Popov, Russisch clown (overleden 2016)

### augustus
- 1 - Pierre Bourdieu, Frans socioloog (overleden 2002)
- 3 - Leen Jansen, Nederlands bokser (overleden 2014)
- 4 - Enrico Castellani, Italiaans beeldend en installatiekunstenaar (overleden 2017)
- 5 - Neil Armstrong, Amerikaans ruimtevaarder, eerste mens op de maan (overleden 2012)
- 6 - Hans Grosheide, Nederlands politicus (overleden 2022)
- 7 - Veljo Tormis, Ests componist (overleden 2017)
- 10 - Jacques Calonne, Belgisch musicus en beeldend kunstenaar (overleden 2022)
- 12 - George Soros, Hongaars-Amerikaans zakenman en publicist
- 12 - Jacques Tits, Belgisch-Frans wiskundige en Abelprijswinnaar (overleden 2021)
- 13 - Don Ho, Hawaïaans muzikant, acteur en zanger (overleden 2007)
- 15 - Gommaar Timmermans, Belgisch striptekenaar en -schrijver (overleden 2023)
- 16 - Tony Trabert, Amerikaans tennisser en tennisverslaggever (overleden 2021)
- 16 - Wolfgang Völz, Duits acteur (overleden 2018)
- 17 - Ted Hughes, Brits dichter en schrijver (overleden 1998)
- 18 - Agustín Ibarrola, Spaans schilder en beeldhouwer (overleden 2023)
- 19 - Frank McCourt, Amerikaans schrijver (overleden 2009)
- 21 - Christiane Legrand, Frans zangeres (overleden 2011)
- 23 - Vera Miles, Amerikaans actrice
- 23 - Luís Morais, Braziliaans voetballer bekend als Cabeção (overleden 2020)
- 23 - Michel Rocard, Frans politicus (premier 1988-1991) (overleden 2016)
- 25 - Ariane Amsberg, Nederlands actrice, auteur en feministe (overleden 2016)
- 25 - Sean Connery, Schots filmacteur (heeft o.a. 6x James Bond gespeeld) (overleden 2020)
- 27 - Ben Bos, Nederlands grafisch ontwerper (overleden 2017)
- 27 - Hans-Joachim Gelberg, Duits schrijver en uitgever (overleden 2020)
- 28 - Windsor Davies, Brits acteur (overleden 2019)
- 28 - Ben Gazzara, Amerikaans acteur (overleden 2012)
- 28 - Irinej van Servië, Servisch geestelijke; patriarch van de Servisch-orthodoxe kerk (overleden 2020)
- 29 - Marius van Amelsvoort, Nederlands politicus (overleden 2006)
- 29 - Raoul De Keyser, Belgisch kunstschilder (overleden 2012)
- 29 - Ko Kiers, Nederlands politicus en ondernemer (overleden 2006)
- 29 - Carlos Loyzaga, Filipijns basketballer en basketbalcoach ( overleden 2016)
- 30 - Warren Buffett, Amerikaans ondernemer
- 30 - Paul Poupard, Frans kardinaal
- 30 - Mauro Ramos de Oliveira, Braziliaans voetballer (overleden 2002)

### september
- 1 - Martin Mooij, Nederlands  schrijver, vertaler, recensent en bestuurder (overleden 2014)
- 2 - IJf Blokker, Nederlands acteur en schrijver
- 3 - Wilhelm Holzbauer, Oostenrijks architect (overleden 2019)
- 3 - Haty Tegelaar-Boonacker, Nederlands politica (overleden 1994)
- 4 - Jerry Ragovoy, Amerikaans liedschrijver en muziekproducent (overleden 2011)
- 5 - Ibrahim el-Salahi, Soedanees kunstschilder en politicus
- 7 - Boudewijn, koning der Belgen (overleden 1993)
- 7 - Sonny Rollins, Amerikaans jazzmuzikant
- 8 - Mario Adorf, Duits acteur
- 10 - Ferreira Gullar, Braziliaans schrijver (overleden 2016)
- 11 - Marc Galle, Vlaams politicus en letterkundige (overleden 2007)
- 13 - James McLane, Amerikaans zwemmer (overleden 2020)
- 14 - Santanina Rasul, Filipijns politica (overleden 2024)
- 16 - Anne Francis, Amerikaans actrice (overleden 2011)
- 17 - Theo Loevendie, Nederlands componist
- 17 - Edgar Mitchell, Amerikaans astronaut (overleden 2016)
- 17 - John Morgan, Amerikaans zeiler (overleden 2025)
- 17 - Thomas Stafford, Amerikaans astronaut en luchtmachtgeneraal (overleden 2024)
- 20 - Eddie Bo, Amerikaans jazzmuzikant (overleden 2009)
- 21 - Sergej Popov, Sovjet-Russisch atleet (overleden 1995)
- 22 - Jaap Harten, Nederlands schrijver en dichter (overleden 2017)
- 22 - Pierre Nimax sr., Luxemburgs dirigent, pianist en componist (overleden 2021)
- 23 - Ray Charles, Amerikaans pianist en zanger (overleden 2004)
- 23 - Don Edmunds, Amerikaans autocoureur (overleden 2020)
- 23 - Albert Manent i Segimon, Catalaans schrijver, historiograaf en activist (overleden 2014)
- 23 - Ellen Warmond, Nederlands dichteres (overleden 2011)
- 24 - Hans van Es, Nederlands burgemeester (overleden 2022)
- 24 - Benjamin Romualdez, Filipijns politicus, diplomaat en zakenman (overleden 2012)
- 24 - John Young, Amerikaans ruimtevaarder (overleden 2018)
- 26 - Fritz Wunderlich, Duits operazanger (overleden 1966)
- 28 - Tommy Collins, Amerikaans countryzanger (overleden 2000)
- 28 - Immanuel Wallerstein, Amerikaans socioloog en andersglobalist (overleden 2019)
- 29 - Colin Dexter, Engels misdaadauteur (overleden 2017)
- 30 - Peter Hebblethwaite, Brits theoloog, journalist en publicist (overleden 1994)

### oktober
- 1 - Richard Harris, Iers filmacteur (overleden 2002)
- 1 - Philippe Noiret, Frans acteur (overleden 2006)
- 3 - Ray Yoshida, Amerikaans kunstenaar (overleden 2009)
- 5 - Remy Merckx, Belgisch politicus (overleden 2010)
- 6 - Hafiz al-Assad, president van Syrië (overleden 2000)
- 7 - Jean Forestier, Frans wielrenner
- 7 - Kick Stokhuyzen, Nederlands televisiepresentator (overleden 2009)
- 8 - Faith Ringgold, Amerikaans kunstenares (overleden 2024)
- 9 - Otto von der Gablentz, Duits diplomaat (overleden 2007)
- 10 - Yves Chauvin, Frans chemicus, winnaar van de Nobelprijs voor de Scheikunde 2005 (overleden 2015)
- 10 - Fred Manichand, Surinaams politicus (overleden 2000)
- 10 - Harold Pinter, Brits schrijver (overleden 2008)
- 11 - Koos Reugebrink, Nederlands hoogleraar belastingrecht (overleden 2008)
- 13/14 - Schafik Handal, Salvadoraans politicus (overleden 2006)
- 14 - Mobutu Sese Seko, president-dictator van Zaïre (overleden 1997)
- 15 - Christian Wiyghan Tumi, Kameroens kardinaal (overleden 2021)
- 18 - Lea Dasberg, Nederlands-Israëlisch pedagoge (overleden 2018)
- 21 - Fred De Bruyne, Vlaams wielrenner en sportjournalist (overleden 1994)
- 21 - Ivan Silajev, Russisch politicus (overleden 2023)
- 24 - The Big Bopper, Amerikaans zanger en diskjockey (overleden 1959)
- 25 - Christian Dewaay, Belgisch atleet
- 25 - John Sprinzel, als Duits geboren Brits autocoureur, auteur en windsurfer (overleden 2021)
- 27 - Wim Quist, Nederlands architect (overleden 2022)
- 28 - Bernie Ecclestone, Brits zakenman, coureur en entrepeneur
- 28 - Jan Kikkert, Nederlands historicus (overleden 2017)
- 29 - Puck Brouwer, Nederlands atlete (overleden 2006)
- 29 - Niki de Saint Phalle, Frans kunstschilder (overleden 2002)
- 30 - Clifford Brown, Amerikaans jazztrompettist (overleden 1956)
- 31 - Michael Collins, Amerikaans ruimtevaarder, vloog Apollo 11 (overleden 2021)

### november
- 1 - Frans Derks, Nederlands voetbalscheidsrechter (overleden 2020)
- 3 - Brian Robinson, Brits wielrenner (overleden 2022)
- 3 - Frits Staal, Nederlands filosoof en taalkundige (overleden 2012)
- 5 - Wim Bleijenberg, Nederlands voetballer (overleden 2016)
- 7 - Greg Bell, Amerikaans atleet (overleden 2025)
- 7 - Annet Nieuwenhuijzen, Nederlands actrice (overleden 2016)
- 8 - Edmundo Villani-Côrtes, Braziliaans componist, pianist, gitarist en hoogleraar
- 9 - José Águas, Portugees voetballer (overleden 2000)
- 11 - Alevtina Koltsjina, Russisch langlaufster (overleden 2022)
- 11 - Klaas Smit, Nederlands voetballer (overleden 2008)
- 11 - Tom Struick van Bemmelen, Nederlands politicus (overleden 2021)
- 12 - Bob Crewe, Amerikaans songwriter en producer (overleden 2014)
- 12 - Tonke Dragt, Nederlands schrijfster van kinderboeken (overleden 2024)
- 13 - Nico Scheepmaker, Nederlands journalist en dichter (overleden 1990)
- 15 - J.G. Ballard, Brits schrijver (overleden 2009)
- 15 - Frans Vasen, Nederlands acteur (overleden 1995)
- 16 - Chinua Achebe, Nigeriaans schrijver en dichter (overleden 2013)
- 16 - Orvar Bergmark, Zweeds voetballer, voetbaltrainer en bandyspeler (overleden 2004)
- 16 - Daniël Cardon de Lichtbuer, Belgisch ambtenaar en bankier (overleden 2022)
- 16 - Salvatore (Totò) Riina, Siciliaans maffiabaas (overleden 2017)
- 17 - Bob Mathias, Amerikaans atleet en politicus (overleden 2006)
- 18 - Michael Cambridge, Surinaams politicus (overleden 2015)
- 18 - Sonja Edström, Zweeds langlaufster (overleden 2020)
- 19 - Isaac Lipschits, Nederlands politicoloog en geschiedkundige (overleden 2008)
- 21 - Lewis Binford, Amerikaans archeoloog (overleden 2011)
- 21 - Bernard Lagacé, Canadees organist en klavecinist (overleden 2025)
- 22 - Vic Nurenberg, Luxemburgs voetballer (overleden 2010)
- 24 - Robert Urbain, Belgisch politicus en burgemeester (overleden 2018)
- 25 - Clarke Scholes, Amerikaans zwemmer (overleden 2010)
- 25 - Jan Syse, Noors politicus (overleden 1997)
- 27 - Herman Redemeijer, Nederlands politicus (overleden 2020)
- 28 - Meiny Epema-Brugman, Nederlands politica (overleden 2022)
- 28 - Gerard Wijnen, Nederlands architect (overleden 2020)
- 29 - Candido Cannavò, Italiaans sportjournalist (overleden 2009)
- 29 - Jean Vincent, Frans voetballer en voetbalcoach (overleden 2013)
- 30 - Gordon Liddy, Amerikaans acteur, ambtenaar, crimineel en radiopresentator (overleden 2021)
- 30 - Thijs Roks, Nederlands wielrenner (overleden 2007)

### december
- 2 - Gary Becker, Amerikaans econoom en Nobelrpijswinnaar (overleden 2014)
- 2 - Natasha Parry, Brits actrice (overleden 2015)
- 2 - David Piper, Brits autocoureur
- 2 - Jack Rounds, Amerikaans autocoureur (overleden 1998)
- 2 - Tjerk Westerterp, Nederlands politicus en minister (overleden 2023)
- 3 - Frédéric Etsou-Nzabi-Bamungwabi, Congolees kardinaal-aartsbisschop van Kinshasa (overleden 2007)
- 3 - Jean-Luc Godard, Frans filmregisseur en scenarioschrijver (overleden 2022)
- 3 - Raul M. Gonzalez, Filipijns politicus (overleden 2014)
- 4 - Pedro Subido, Filipijns atleet en bondscoach (overleden 2013)
- 5 - Yi-fu Tuan, Chinees-Amerikaans geograaf (overleden 2022)
- 5 - Roger Vonlanthen, Zwitsers voetballer en voetbalcoach (overleden 2020)
- 7 - Dani Karavan, Israëlisch beeldhouwer (overleden 2021)
- 7 - Gerard Krake, Nederlands operazanger (bas) en schouwburgdirecteur (overleden 1990)
- 8 - Maximilian Schell, Amerikaans/Duits acteur (overleden 2014)
- 9 - Buck Henry, Amerikaans acteur en regisseur (overleden 2020)
- 9 - Jan Plantaz, Nederlands wielrenner (overleden 1974)
- 11 - Jean-Louis Trintignant, Frans acteur (overleden 2022)
- 12 - Silvio Santos, Braziliaans zakenman, mediamagnaat en televisiepresentator (overleden 2024)
- 12 - Cesar Virata, Filipijns politicus
- 14 - Edgard Sorgeloos, Belgisch wielrenner (overleden 2016)
- 15 - Victor Mangwele, atleet uit Congo-Kinshasa/Belgisch atleet
- 16 - Sam Most, Amerikaans musicus (overleden 2013)
- 17 - Gerard Kerkum, Nederlands voetballer en sportbestuurder (overleden 2018)
- 19 - Walter Prinsen, Belgisch atleet
- 20 - Sune Jonsson, Zweeds fotograaf en schrijver (overleden 2009)
- 21 - Humphrey Mijnals, Surinaams-Nederlands voetballer (overleden 2019)
- 22 - [[[Salvatore Gionta]], Italiaans waterpolospeler (overleden 2025)
- 26 - Wilferd Madelung, Duits-Brits islamoloog (overleden 2023)
- 27 - Lamara Tsjkonia, Georgisch operazangeres (overleden 2024)
- 29 - Vladimir Ryzjkin, Russisch voetballer (overleden 2011)
- 30 - Youyou Tu,  Chinees farmacologe en Nobelprijswinnares
- 31 - Jaime Escalante, Boliviaans-Amerikaans wiskundeleraar (overleden 2010)
- 31 - Odetta, blues-folkzangeres, actrice (overleden 2008)

### datum onbekend
- Saad Al-Abdullah Al-Salim Al-Sabah, Koeweits sjeik, voormalig emir (overleden 2008)
- Raschid ibn Ahmad al-Mu'alla, emir van Umm al-Qaiwain (overleden 2009)
- Roos Mohamed Rodjan, Surinaams hindoestaans zanger (overleden 2022)

## Overleden
januari
- 4 - Eduard Study (67), Duits wiskundige
- 6 - Cyrille Van den Bussche (76), Belgisch politicus
- 13 - Sebastian Ziani de Ferranti (65), Brits elektrotechnicus en uitvinder
- 22 - Stephen Mather (62), Amerikaans industrieel en natuurbeschermer
- 28 - Ema Destinnová (52), Tsjechisch sopraan

februari
- 5 - Frits Bührman (25), Nederlands atleet
- 18 - Gerard Heymans (72), Nederlands filosoof, logicus en psycholoog
- 19 - Alan Archibald Campbell Swinton (66), Brits elektrotechnicus
- 22 - Gotfried Coenraad Ernst van Daalen (67), Nederlands militair
- 23 - Horst Wessel (22), Duits NSDAP-activist

maart
- 2 - D.H. Lawrence (44), Engels dichter, essayist, leraar, literatuurcriticus, (toneel)schrijver en vertaler
- 8 - William Howard Taft (72), 27ste president van de Verenigde Staten
- 11 - Silvio Gesell (67), Duits handelaar, financieel theoreticus en sociaal hervormer
- 16 - Miguel Primo de Rivera (60), Spaans militair en politicus
- 16 - George Washington Smith (54), Amerikaans architect
- 19 - Henry Lefroy (75), 11e premier van West-Australië
- 25 - Hubertus Salomon Hordijk (68), hoofdcommissaris Amsterdam

april
- 1 - Cosima Liszt (92), echtgenote van Richard Wagner
- 13 - Paciano Rizal (79), Filipijns revolutionair generaal
- 21 - Robert Bridges (85), Engels dichter, poet laureate
- 22 - Jeppe Aakjær (63), Deens schrijver
- 28 - Willy Finch (75), Belgisch schilder en keramiekkunstenaar

mei
- 12 - Pieter Jelles Troelstra (70), Nederlands advocaat, journalist en politicus
- 19 - Otto Feuerlein (66), Zwitsers-Duits natuurkundige en elektrotechnicus

juni
- 16 - Elmer Sperry (69), Amerikaans elektrotechnicus, uitvinder en ondernemer
- 20 - Jules Pascin, Frans/Amerikaans kunstschilder

juli
- 1 - Maximilian Njegovan (71), Oostenrijks-Hongaars marineofficier
- 3 - Nap de la Mar (52), Nederlands acteur en regisseur
- 7 - Arthur Conan Doyle (71), Brits schrijver
- 9 - Vincenzo Vannutelli (93), Italiaans kardinaal

augustus
- 4 - Siegfried Wagner (61), Duits componist
- 26 - Gerrit Jacob Boekenoogen (62), Nederlands taalkundige

september
- 22 - Emma Louise Ashford (80), Amerikaans componist
- 25 - Mimi Hamminck Schepel (90), Nederlands schrijfster
- 29 - Ilja Repin (86), Russisch schilder

oktober
- 14 - Samuel van Houten (93), Nederlands links-liberaal politicus
- 16 - Herbert Henry Dow (64), Amerikaans ondernemer

november
- 5 - Christiaan Eijkman (72), Nederlands arts en Nobelprijswinnaar

december
- 13 - Johan Mutters (72), Nederlands architect
- 13 - Fritz Pregl (61), Oostenrijks chemicus en Nobelprijswinnaar
- 15 - Diane Ellis (20), Amerikaans actrice
- 19 - Oscar Borg (79), Noors componist
- 25 - Eugen Goldstein (80), Duits natuurkundige

## Weerextremen in België
- winter: Na 1949 winter met hoogste zonneschijnduur : 249 (normaal 209 u).
- 1 juli: Tornado in Tielt, West-Vlaanderen.
- 12 juli: Maximumtemperatuur slechts 12,7 °C in Ukkel en 8,5 °C op de Baraque Michel (Jalhay).
- 30 juli: In 19 dagen 252 mm neerslag in Stavelot.
- 17 oktober: Maximumtemperaturen tussen 19 °C en 25 °C in ganse land.
- herfst: Na 1974 herfst met hoogst aantal neerslagdagen: 74 (normaal 52,7).
- 3 december: Dichte mist in Maasvallei bij Luik, te wijten aan temperatuursinversie en aan de ingeslotenheid van de vallei. Samen met deze mist veroorzaken zwaveloxiden en andere irriterende gassen, uitgestoten door de plaatselijke industrie, voor ademhalingsmoeilijkheden bij meerdere duizenden personen en veroorzaken de dood van een zestigtal mensen.

Bron: KMI Gegevens Ukkel 1901-2003  met aanvullingen 